# Радомирово Евангелие
Радомировское Евангелие — среднеболгарский литературный памятник середины XIII века. Написан кириллицей и содержит 182 пергаментных листа. Это полный апракос (изборное богослужебное евангелие). Создан в северной части Македонии. Лист 169а содержит запись писца: «Помени мя, Христе. Аз грешни Радомир писах. Велика ми бе тъга на срдци.» Этот Радомир и одноименный переписчик Радомировской Псалтири явно не одно и то же лицо, потому что их почерки существенно отличаются друг от друга.
Рукопись хранится в библиотеке Хорватской академии наук и искусств в Загребе под шифром III.b.24, собрание Михановича.

## Издания
- Угринова-Скаловска, Р., Рибарова, З. Радомирово евангелие. Скопje, 1988.